# Jop Horst
Jop Horst (Rome, 27 september 1961 – Hengelo, 12 januari 2014) was een Nederlands beeldend kunstenaar en filmmaker, woonachtig en werkzaam in Hengelo. Zijn oeuvre omvat diverse soorten media en technieken, zoals (bewegende) installaties, tekeningen, schilderijen, experimentele films, videokunst en performances. Horst studeerde aan de Academie voor Beeldende Kunsten St.Joost in Breda (1982-1986), en aan de AKI in Enschede (1986-1988). In 1991 ontving hij een Startstipendium Beeldende Kunst.

## Werk
Het werk van Horst is onderzoekend, humoristisch en vaak ongrijpbaar. Zo had hij een bijzondere interesse in het getal nul (0), als iets dat niet bestaat en ongrijpbaar is, wat hem inspireerde tot diverse werken, zoals de 'Nulteller': een met plakband in elkaar geknutseld apparaat dat voortdurend '0' bij '0' optelt. 
Waar hij in de jaren '80 al computeranimaties maakte, herontdekte hij ten tijde van de digitale revolutie in de jaren '90 diverse analoge technieken. Technische apparaten, zoals een platenspeler, broodrooster, of ventilator, gebruikte hij om op een geheel eigen manier (bewegende) beelden te creëren. Ook gebruikte hij in sommige werken overheadprojectoren om levende muggenlarven uitvergroot in een ruimte te tonen.
Een belangrijk deel van zijn oeuvre wordt gevorm door zijn 8mm films (al dan niet in samenwerking met Joris Baudoin), zoals Het gele bakje, Ploatje droaie en Ei, ei, ei. Beelden uit deze films gebruikte hij vaak opnieuw in filmische installaties. Daarnaast maakte hij ruimtelijke 'filmsculpturen', zoals "Slaapwandelaar I", met een ronddraaiende projectie waardoor een mannetje door een ruimte liep, "3D Zoötroop", zijnde een zoötroop met een klei-animatie, evenals "Grote random zoötroop," waarbij de expositieruimte, een verdieping van een oude molen, deel werd van de zoötroop. Ten slotte verzorgde Horst ook voorstellingen met toverlantaarns, en VJ-shows met filmprojectoren, waartoe hij ook veelvuldig van zijn eerdere werk gebruik maakte. 
Vanwege het tijdelijke en dikwijls geïmproviseerde karakter van zijn experimenten is relatief weinig hiervan bewaard gebleven.
Vanaf 2000 heeft Horst een groot aantal video- en audiowerken gerealiseerd, soms in combinatie met 8mm films, als deel van performances of installaties, waarin hij ook andere media gebruikte.
De laatste jaren was Horst vooral bekend om zijn absurdistische tekeningen en 'tekening voor 1 euro'. 

## Tentoonstellingen
Het werk van Jop Horst is op talloze tentoonstellingen en festivals in binnen- en buitenland te zien geweest - voor een volledige lijst, zie de Officiële website.
Zijn laatste tentoonstelling bij leven was in Rijksmuseum Twenthe, als deelnemer aan een retrospectief van 25 jaar Mediakunst op de AKI/ArtEZ, onder de titel 'Spelen op de grens van het onmogelijke' (2012-2013). Daar liet hij verschillende objecten zien die typerend zijn voor zijn geheel eigen denken over en benadering van kunst, zoals 'Schoppend soldaatje' en 'Vechtende soldaatjes in box'.
Horsts beeldhouwwerk 'Blik' (2012) staat aan de Vijverlaan in Tuindorp 't Lansink te Hengelo.
Na zijn dood vond een overzichtstentoonstelling plaats in Zaal-Zuid in Hengelo (installaties, tekeningen, schilderijen en films), en in Rijksmuseum Twenthe in Enschede (installaties en tekeningen).
De films van Jop Horst zijn opgenomen in de collectie van Eye Filmmuseum, Amsterdam.

## Samenwerkingen
Horst werkte samen met diverse kunstenaars, o.a. Joris Baudoin (films en installaties, o.a. 'Blindenvloer', en de documentaire 'Arboretum Wageningen') 1984 - 2010; Victor Elberse (installaties) 1992; Florian Göttke (installaties o.a. 'Rampendagen') 2000; Charl van Ark en Uli Langendörf (‘Afwijking’), 2005. In 2012 namen Jop Horst en Esther de Vries samen deel aan de manifestatie 'Kunst in het Volkspark' in Enschede, waar ze de gelijknamige prijs wonnen. In de periode 2011-2012 maakte Horst een tekening bij elk gedicht van Hengelo's stadsdichter Reinier de Rooie.
Horst werkte ook veelvuldig samen met organisaties als Stichting Beeldende Kunst Ag in Hengelo (o.a. de Hengelose Filmdagen) en PARK TV. Daarnaast was Horst mede-initiatiefnemer van verschillende kunstenaarsinitiatieven, zoals de Hengelose slaapclub (met Pieter Baan Müller en Ricardo Füglistahler), FAB5, Reuzendoders en de band IQ-loze Mietjes (waarin Horst actief was als drummer).
Eind jaren '90 maakte Horst deel uit van het kunstenaarscollectief 'Diascoop', samen met de kunstenaars Francien van Everdingen, Pauline Hoogweg, Ida Lohman, Anne-Marie van Sprang, en Yarre Stooker. Het collectief maakte voorstellingen met toverlantaarnprojecties, o.a. bij het Nederlands Filmmuseum. Ten slotte verzorgde Horst VJ-shows, in samenwerking met muziek producer Martin Oude Kempers, opererend onder de namen CRO II en Quantum Leap.